# Šišatovac
Šišatovac är ett serbiskt-ortodoxt kloster vid berget Fruška Gora i norra Serbien. Flyende munkar från det serbiska klostret Žiča grundade klostret på 1520-talet.